# OSEL
Het OSEL is een universitair symfonieorkest uit Louvain-la-Neuve in België.
Het OSEL werd in 1980 gesticht door studenten en professoren van de Université catholique de Louvain. Tot 2002 droeg het de naam 'Orchestre Symphonique de l'UCL'. De VZW OSEL (Orchestre Symphonique des Etudiants de Louvain-la-Neuve) werd in 2002 opgericht om de activiteiten van het orkest te organiseren.
Vandaag telt het orkest circa 70 musici, merendeels studenten of alumni van de Université catholique de Louvain. Ze spelen onder leiding van Philippe Gérard, chef-dirigent van het OSEL sinds 2000.
Sinds 2003 vertegenwoordigt het OSEL de Université catholique de Louvain als cultureel ambassadeur op concerten in binnen- en buitenland (Spanje, Italië, Frankrijk, enz.). Het orkest is een van de vaste waarden van de Aula Magna concertzaal in Louvain-la-Neuve. 